# Tumuli von Champ Châlon
Die 18 Tumuli von Champ Châlon(s) nördlich des Waldes von Benon im äußersten Norden des Départements Charente-Maritime in Frankreich liegen konzentriert in fünf Nekropolen und bestehen aus:
1. Les Moindreaux à Saint-Jean-de-Liversay (3 Tumuli)
2. Champ-Châlon I à Benon (5 Tumuli),
3. Champ-Châlon II à Benon (2 Tumuli),
4. Les Biarnes à Benon (2 Tumuli),
5. La Pointe à La Laigne (2 Tumuli),
6. Mille-Écus à Benon (3 Tumuli),
7. La Grosse-Motte à Bouhet (1 Tumulus).

Sie werden seit 1979 ausgegraben. Alle sind viereckig und in jedem Tumulus (Hügelgrab) war eine Grabkammer mit Zugangskorridor. Bei Ausgrabungen wurden Skelettreste begleitet von wenig Keramik (französisch Vases supports) gefunden, die dem atlantischen Chasséen zuzurechnen waren.